# Démographie d'Indre-et-Loire
La démographie d'Indre-et-Loire est caractérisée par une densité moyenne et une population âgée qui croît depuis les années 1950.
Avec ses 616 326 habitants en 2022, le département français d'Indre-et-Loire se situe en 41e position sur le plan national.
En six ans, de 2015 à 2021, sa population s'est accrue de près de 7 200 unités, c'est-à-dire de plus ou moins 1 200 personnes par an. Mais cette variation est différenciée selon les 272 communes que comporte le département.
La densité de population d'Indre-et-Loire, 100,6 habitants par kilomètre carré en 2022, est inférieure à celle de la France entière qui est de 107,1 hab./km2 pour la même année.

## Évolution démographique du département d'Indre-et-Loire
L'évolution démographique d'Indre-et-Loire est caractérisée par plusieurs phases, mais dans une vue globale, le département a plus que doublé sa population en deux siècles. Cette augmentation se caractérise notamment avec l'émergence de l'agglomération de Tours.
En 2022, le département comptait 616 326 habitants, en évolution de +1,67 % par rapport à 2016 (France hors Mayotte : +2,11 %).
| 1791 | 1801    | 1806    | 1821    | 1826    | 1831    | 1836    | 1841    | 1846    |
| ---- | ------- | ------- | ------- | ------- | ------- | ------- | ------- | ------- |
| -    | 268 924 | 275 292 | 282 372 | 290 160 | 297 016 | 304 271 | 306 328 | 312 400 |

| 1851    | 1856    | 1861    | 1866    | 1872    | 1876    | 1881    | 1886    | 1891    |
| ------- | ------- | ------- | ------- | ------- | ------- | ------- | ------- | ------- |
| 315 641 | 318 442 | 323 572 | 325 193 | 317 027 | 324 875 | 329 160 | 340 921 | 337 298 |

| 1896    | 1901    | 1906    | 1911    | 1921    | 1926    | 1931    | 1936    | 1946    |
| ------- | ------- | ------- | ------- | ------- | ------- | ------- | ------- | ------- |
| 337 064 | 335 541 | 337 916 | 341 205 | 327 743 | 334 486 | 335 226 | 343 276 | 349 685 |

| 1954    | 1962    | 1968    | 1975    | 1982    | 1990    | 1999    | 2006    | 2011    |
| ------- | ------- | ------- | ------- | ------- | ------- | ------- | ------- | ------- |
| 364 706 | 395 210 | 437 870 | 478 601 | 506 097 | 529 345 | 554 003 | 580 312 | 593 683 |

| 2016    | 2021    | 2022    | - | - | - | - | - | - |
| ------- | ------- | ------- | - | - | - | - | - | - |
| 606 223 | 612 160 | 616 326 | - | - | - | - | - | - |

## Population par divisions administratives

### Arrondissements
Le département d'Indre-et-Loire comporte trois arrondissements. La population se concentre principalement sur l'arrondissement de Tours, qui recense 64 % de la population totale du département en 2022, avec une densité de 363 hab./km2, contre 19 % pour l'arrondissement de Loches et 17 % pour celui de Chinon.
| Arrondissement  | Population(2022) | Variation(2022/2016)                       | Superficie(km2) | Densité(hab./km2) |
| --------------- | ---------------- | ------------------------------------------ | --------------- | ----------------- |
| Tours           | 394 832          | en évolution de +2,79 % par rapport à 2016 | 1 087,6         | 363               |
| Loches          | 117 350          | en évolution de −0,79 % par rapport à 2016 | 2 742,5         | 42,8              |
| Chinon          | 104 144          | en évolution de +0,31 % par rapport à 2016 | 2 296,5         | 45,3              |
| Source : Insee. |                  |                                            |                 |                   |

### Communes de plus de5 000 habitants
Sur les 272 communes que comprend le département d'Indre-et-Loire, 54 ont en 2021 une population municipale supérieure à 2 000 habitants, 19 ont plus de 5 000 habitants et dix ont plus de 10 000 habitants : Tours, Joué-lès-Tours, Saint-Cyr-sur-Loire, Saint-Pierre-des-Corps, Saint-Avertin, Amboise, Chambray-lès-Tours, Montlouis-sur-Loire, Fondettes et La Riche.
Les évolutions respectives des communes de plus de 5 000 habitants sont présentées dans le tableau ci-après.
| Commune                | Population(2022) | Variation(2022/2016)                       | Superficie(km2) | Densité(hab./km2) |
| ---------------------- | ---------------- | ------------------------------------------ | --------------- | ----------------- |
| Tours                  | 138 668          | en évolution de +1,54 % par rapport à 2016 | 34,67           | 3 999,7           |
| Joué-lès-Tours         | 38 432           | en évolution de +2,47 % par rapport à 2016 | 32,41           | 1 185,8           |
| Saint-Cyr-sur-Loire    | 16 766           | en évolution de +6,36 % par rapport à 2016 | 13,5            | 1 241,9           |
| Saint-Pierre-des-Corps | 15 698           | en évolution de −1,06 % par rapport à 2016 | 11,28           | 1 391,7           |
| Saint-Avertin          | 15 075           | en évolution de +0,58 % par rapport à 2016 | 13,25           | 1 137,7           |
| Amboise                | 13 132           | en évolution de +2,91 % par rapport à 2016 | 40,65           | 323,1             |
| Chambray-lès-Tours     | 11 877           | en évolution de +2,85 % par rapport à 2016 | 19,4            | 612,2             |
| Montlouis-sur-Loire    | 11 261           | en évolution de +5,96 % par rapport à 2016 | 24,55           | 458,7             |
| Fondettes              | 10 917           | en évolution de +4,37 % par rapport à 2016 | 31,83           | 343               |
| La Riche               | 10 349           | en évolution de −0,2 % par rapport à 2016  | 8,17            | 1 266,7           |
| Ballan-Miré            | 8 347            | en évolution de +5,09 % par rapport à 2016 | 26,16           | 319,1             |
| Chinon                 | 8 121            | en évolution de −1,13 % par rapport à 2016 | 39,02           | 208,1             |
| Monts                  | 8 031            | en évolution de +3,31 % par rapport à 2016 | 27,28           | 294,4             |
| Veigné                 | 6 734            | en évolution de +9,34 % par rapport à 2016 | 26,58           | 253,3             |
| Esvres                 | 6 264            | en évolution de +7,1 % par rapport à 2016  | 35,85           | 174,7             |
| Loches                 | 6 233            | en évolution de −0,8 % par rapport à 2016  | 27,06           | 230,3             |
| La Ville-aux-Dames     | 5 575            | en évolution de +2,59 % par rapport à 2016 | 8               | 696,9             |
| Bléré                  | 5 340            | en évolution de +0,6 % par rapport à 2016  | 30,8            | 173,4             |
| Luynes                 | 5 081            | en évolution de −1,21 % par rapport à 2016 | 34,01           | 149,4             |
| Source : Insee.        |                  |                                            |                 |                   |

## Structures des variations de population

### Soldes naturels et migratoires depuis 1968
La variation moyenne annuelle est positive mais décroissante depuis les années 1970, passant de 1,3 à 0,2 %.
Le solde naturel annuel qui est la différence entre le nombre de naissances et le nombre de décès enregistrés au cours d'une même année, passe de 0,7 à 0,1 %. La baisse du taux de natalité, qui passe de 17,5 à 10,2 ‰, est compensée par une baisse du taux de mortalité, qui parallèlement passe de 10,5 à 9,4 ‰.
Le flux migratoire reste positif sur la période courant de 1968 à 2021. Le taux annuel reste stable, passant de 0,6 à 0,1 %.
| Indicateurs démographiques                       | 1968 à1975 | 1975 à1982 | 1982 à1990 | 1990 à1999 | 1999 à2010 | 2010 à2015 | 2015 à2021 |
| ------------------------------------------------ | ---------- | ---------- | ---------- | ---------- | ---------- | ---------- | ---------- |
| Variation annuelle moyenne de la population en % | 1,3        | 0,8        | 0,6        | 0,5        | 0,6        | 0,5        | 0,2        |
| - due au solde naturel en %                      | 0,7        | 0,4        | 0,4        | 0,3        | 0,3        | 0,3        | 0,1        |
| - due au solde apparent des entrées sorties en % | 0,6        | 0,4        | 0,2        | 0,2        | 0,3        | 0,2        | 0,1        |
| Taux de natalité en ‰                            | 17,5       | 13,7       | 13,0       | 11,8       | 11,7       | 11,3       | 10,2       |
| Taux de mortalité en ‰                           | 10,5       | 9,9        | 9,3        | 9,1        | 8,8        | 8,8        | 9,4        |
| Source : Insee.                                  |            |            |            |            |            |            |            |

### Mouvements naturels sur la période 2014-2022
En 2014, 6 718 naissances ont été dénombrées contre 5 227 décès. Le nombre annuel des naissances a diminué depuis cette date, passant à 5 848 en 2022, indépendamment à une augmentation, mais relativement faible, du nombre de décès, avec 6 203 en 2022. Le solde naturel est ainsi négatif et diminue, passant de 1 491 à -355.
Pour des raisons techniques, il est temporairement impossible d'afficher le graphique qui aurait dû être présenté ici.

## Densité de population
La densité de population est en augmentation depuis 1968, en cohérence avec l'augmentation de la population.
En 2021, la densité était de 99,9 hab./km2.
| 1968 |  | 71.5 |  |

| 1975 |  | 78.1 |  |

| 1982 |  | 82.6 |  |

| 1990 |  | 86.4 |  |

| 1999 |  | 90.4 |  |

| 2010 |  | 96.4 |  |

| 2015 |  | 98.7 |  |

| 2021 |  | 99.9 |  |

## Répartition par sexes et tranches d'âges
La population du département est plus âgée qu'au niveau national.
En 2021, le taux de personnes d'un âge inférieur à 30 ans s'élève à 34,6 %, soit en dessous de la moyenne nationale (35,1 %). À l'inverse, le taux de personnes d'âge supérieur à 60 ans est de 28,4 % la même année, alors qu'il est de 26,6 % au niveau national.
En 2021, le département comptait 294 256 hommes pour 317 904 femmes, soit un taux de 51,93 % de femmes, légèrement supérieur au taux national (51,61 %).
Les pyramides des âges du département et de la France s'établissent comme suit.
| Hommes | Classe d’âge | Femmes |
| ------ | ------------ | ------ |
| 0,9    | 90 ou +      | 2,2    |
| 7,9    | 75-89 ans    | 10,2   |
| 17,3   | 60-74 ans    | 18,1   |
| 19,8   | 45-59 ans    | 19,1   |
| 17,9   | 30-44 ans    | 17,2   |
| 18,5   | 15-29 ans    | 17,5   |
| 17,6   | 0-14 ans     | 15,6   |

| Hommes | Classe d’âge | Femmes |
| ------ | ------------ | ------ |
| 0,7    | 90 ou +      | 1,9    |
| 7,0    | 75-89 ans    | 9,5    |
| 16,6   | 60-74 ans    | 17,5   |
| 20,0   | 45-59 ans    | 19,5   |
| 18,8   | 30-44 ans    | 18,3   |
| 18,3   | 15-29 ans    | 16,7   |
| 18,6   | 0-14 ans     | 16,7   |

## Répartition par catégories socioprofessionnelles
La catégorie socioprofessionnelle des retraités est surreprésentée par rapport au niveau national. Avec 29,6 % en 2021, elle est 2,8 points au-dessus du taux national (26,8 %). La catégorie socioprofessionnelle des autres personnes sans activité professionnelle est quant à elle sous-représentée par rapport au niveau national. Avec 15,2 % en 2021, elle est 1,8 points en dessous du taux national (17 %).
| Catégorie socioprofessionnelle                    | 2015    | 2015 | 2021    | 2021 | Détails de l'année 2021 | Détails de l'année 2021 | Détails de l'année 2021            | Détails de l'année 2021            | Détails de l'année 2021            |
| Catégorie socioprofessionnelle                    | Nb      | %    | Nb      | %    | Hommes                  | Femmes                  | Part en % de la population âgée de | Part en % de la population âgée de | Part en % de la population âgée de |
| Catégorie socioprofessionnelle                    | Nb      | %    | Nb      | %    | Hommes                  | Femmes                  | 15 à 24 ans                        | 25 à 54 ans                        | 55 ans ou +                        |
| ------------------------------------------------- | ------- | ---- | ------- | ---- | ----------------------- | ----------------------- | ---------------------------------- | ---------------------------------- | ---------------------------------- |
| Agriculteurs exploitants                          | 3 865   | 0,8  | 3 542   | 0,7  | 2 783                   | 759                     | 0,1                                | 1,0                                | 0,6                                |
| Artisans, commerçants, chefs d'entreprise         | 15 962  | 3,2  | 16 927  | 3,3  | 11 459                  | 5 468                   | 0,6                                | 5,5                                | 2,0                                |
| Cadres et professions intellectuelles supérieures | 40 869  | 8,2  | 45 546  | 8,9  | 26 695                  | 18 851                  | 2,2                                | 15,9                               | 4,2                                |
| Professions intermédiaires                        | 73 027  | 14,6 | 78 307  | 15,3 | 36 274                  | 42 033                  | 9,3                                | 27,1                               | 5,4                                |
| Employés                                          | 81 198  | 16,3 | 79 064  | 15,5 | 19 187                  | 59 878                  | 14,8                               | 24,7                               | 6,2                                |
| Ouvriers                                          | 63 610  | 12,8 | 58 997  | 11,5 | 46 668                  | 12 328                  | 12,1                               | 18,2                               | 4,5                                |
| Retraités                                         | 147 209 | 29,5 | 151 150 | 29,6 | 68 189                  | 82 961                  | 0,0                                | 0,2                                | 70,6                               |
| Autres personnes sans activité professionnelle    | 73 058  | 14,6 | 77 604  | 15,2 | 31 453                  | 46 151                  | 60,8                               | 7,6                                | 6,5                                |
| Ensemble                                          | 498 798 | 100  | 511 137 | 100  | 242 707                 | 268 429                 | 100                                | 100                                | 100                                |
| Sources : Insee,.                                 |         |      |         |      |                         |                         |                                    |                                    |                                    |